# 博尼法乔·达维罗纳
博尼法乔·达维罗纳（義大利語：Bonifacio da Verona，？-1317年末或1318年初）是来自伦巴第的十字军战士后裔，内格罗蓬特（黑桥）三主国君主后人，作为家族幼支的第三子，他卖掉了祖上传下的一座城堡，换取了骑士装备，组织一支小队伍，前往雅典公国，成为公爵居伊二世·德拉罗什的陪臣，后获封土地，1296年，带兵驱逐了优卑亚岛的拜占庭势力，逐渐成为法兰克希腊的强大领主。居伊二世死后，他于1308-1309年担任雅典公国摄政，1311年3月的阿尔米洛斯战役中，雅典军队被加泰罗尼亚佣兵团击败，博尼法乔被俘。加泰罗尼亚人很尊重他，提出让他来做他们的领袖。博尼法乔虽拒绝，但日后仍与他们关系紧密，因为博尼法乔与兵团有共同的敌人——威尼斯共和国，他们共同反对后者控制优卑亚岛的野心。1317年末或1318年初，博尼法乔去世，其领土由女婿阿方索·法德里科——加泰罗尼亚人的领袖继承。

## 生平
博尼法乔可能出生于1270年左右，他是弗朗切斯科·达维罗纳（Francesco da Verona）之子，祖父名叫吉贝托·达维罗纳（Giberto da Verona），是建立内格罗蓬特（黑桥）三主国的三个伦巴第男爵之一，他们将内格罗蓬特岛（优卑亚岛）划为三份，各自统治一部。但弗朗切斯科是幼子，没能继承父亲的领地，博尼法乔的母亲身份不明。

### 服务于居伊二世

约1278年的希腊

博尼法乔是家中的第三子，从父亲那里仅继承了一座城堡，1287年，他卖掉城堡，为自己和十个扈从购置装备，前往雅典公国的宫廷。在那里，他与年幼的公爵居伊二世·德拉罗什（1280年出生，1287年继位）交了朋友，成为他的亲密伙伴。1294年6月，居伊二世的成人礼在公国的陪都底比斯盛大举行，公爵选择让博尼法乔来封他为骑士（即扮演用剑拍击新骑士的角色）。史家拉蒙·蒙塔内尔在其《编年史》中记载，即使在衣着华丽的法兰克人贵族中，博尼法乔的服饰仍显得鹤立鸡群。仪式后，居伊二世授予他5万苏的年金，并封给他13座城堡，包括居伊从母亲那里继承的加尔季基领地，以及萨拉米斯岛。博尼法乔此时也结了婚，19世纪和20世纪的历史学家认为其妻子就是阿格内斯·德奇孔（Agnes de Cicon），通过这次婚姻，博尼法乔获得了埃伊纳岛和优卑亚岛南端的卡里斯托斯。另外，居伊二世还下令如果自己早逝，博尼法乔将成为公国的摄政。
1296年 博尼法乔的目光投向优卑亚岛。13世纪70年代，该岛的大部分被拜占庭帝国的拉丁人将领利卡里奥夺取，1280年他离职前往君士坦丁堡，该岛原来的主人伦巴第人开始收复失地。博尼法乔对岛上剩余的拜占庭堡垒发动进攻，其中包括他妻子的领地卡里斯托斯。到1280年底，他不仅收复了卡里斯托斯，还把剩余的拜占庭势力全部赶出该岛。战斗结束后，他成为优卑亚岛最有权势的人：他不仅依据妻权宣称卡里斯托斯的所有权，还继续占领他收复的其他堡垒，这也得益于三主国此时的宣称者多为女性。但与此同时，威尼斯共和国也开始通过其在内格罗蓬特城（今哈尔基斯）的殖民地干涉该岛事务，其驻内格罗蓬特代表的影响力也不断增大。
1302或1303年，色萨利的希腊人统治者君士坦丁·杜卡斯突然去世，他的未成年儿子约翰二世·杜卡斯继承了父亲的领地。伊庇鲁斯专制国的摄政太后安娜想要趁机夺取色萨利，于是发兵进攻，攻占了法纳里城。君士坦丁·杜卡斯是雅典公爵居伊二世的舅父，生前曾指定后者担任儿子的摄政直到成年，于是居伊二世履行义务，动员了自己的附庸，博尼法乔也在其中。根据《摩里亚编年史》的记载，博尼法乔带着一百骑兵加入了居伊二世和亚该亚亲王国元帅尼古拉·德圣奥梅尔统率的队伍。法兰克人军队的强大使安娜震惊，她很快放弃法纳里求和。法兰克军队应允了和平，之后向北前往拜占庭控制的塞萨洛尼基，但意大利出生的拜占庭皇后维奥兰特·德蒙菲拉托此时正将该城置于自己的控制之下，她成功说服法兰克军队撤退，战事得以避免。1308年，威尼斯政府指控博尼法乔、居伊二世、安托内·勒弗拉芒和加泰罗尼亚佣兵团首领贝尔纳特·德罗卡福特共同阴谋夺取威尼斯在内格罗蓬特的殖民地，但当年10月5日居伊二世突然去世，且没有继承人，改变了局势。博尼法乔此后担任摄政，直到新任公爵戈蒂埃一世·德布列讷于1309年8月或9月到达。

### 阿尔米洛斯战役及余波
几乎在新公爵到达雅典公国的同时，他就面临着加泰罗尼亚佣兵团的威胁。1306年以来，这支军团一直进攻色萨利。戈蒂埃一世此时也开始雇用兵团来进攻色萨利的希腊君主约翰二世·杜卡斯，因为后者转而反对法兰克人的监护，寻求独立统治，倒向伊庇鲁斯与拜占庭帝国一边。加泰罗尼亚兵团为戈蒂埃夺取了佐莫科斯 (城镇)附近的三十多座堡垒，但戈蒂埃不愿全额支付他们的报酬，引得兵团转而攻击雅典公国，1310-1311年的冬季，他们攻击了维奥蒂亚。作为回应，戈蒂埃召集了他的附庸，在亚该亚亲王国和群岛公国军队的支援下，前往攻击加泰罗尼亚人。博尼法乔也加入了雅典一方，1311年5月10日，博尼法乔和另一位优卑亚男爵乔瓦尼·德马伊希（Giovanni de Maisy）在泽图尼翁（今拉米亚）见证了戈蒂埃一世立下的遗嘱；5天之后，法兰克军队在阿尔米洛斯战役中遭遇惨败，战斗的细节不太清楚，但可确定的是法兰克一方的重骑兵冲锋被沼泽地形所阻碍，使得加泰罗尼亚人和他们的塞尔柱突厥盟友占了上风。包括公爵本人在内，雅典的重骑兵几乎全部阵亡，博尼法乔是少数几个被生俘的骑士之一，加泰罗尼亚人把他当做朋友，所以留他一命。
阿尔米洛斯战役很大程度上改变了法兰克希腊的局势：大部分法兰克贵族阵亡，加泰罗尼亚佣兵团几乎没有遇到抵抗，轻松地夺取了雅典公国。他们现在面临如何管理新领土的问题，兵团缺少一位身份高贵的领袖，于是他们计划让博尼法乔来领导他们，因为他是幸存的北希腊贵族中地位最高的贵族，且得到了加泰罗尼亚人的高度尊重，史家拉蒙·蒙塔内尔称他为“有史以来最明智、最懂礼节的贵族”。但博尼法乔担心威尼斯会进攻内格罗蓬特以报复，也不愿意对抗其他的法兰克希腊领主，而且加泰罗尼亚政权能维持多久也是个未知数，于是他拒绝了邀约。最后，加泰罗尼亚人选择另一位被俘的法兰克贵族——罗歇·德洛尔做他们的领袖。1312年，应加泰罗尼亚人的要求，西西里国王费德里科二世任命儿子曼弗雷迪为雅典公爵，并派遣“总代理”（Vicar Genaral）以其子的名义统治公国。

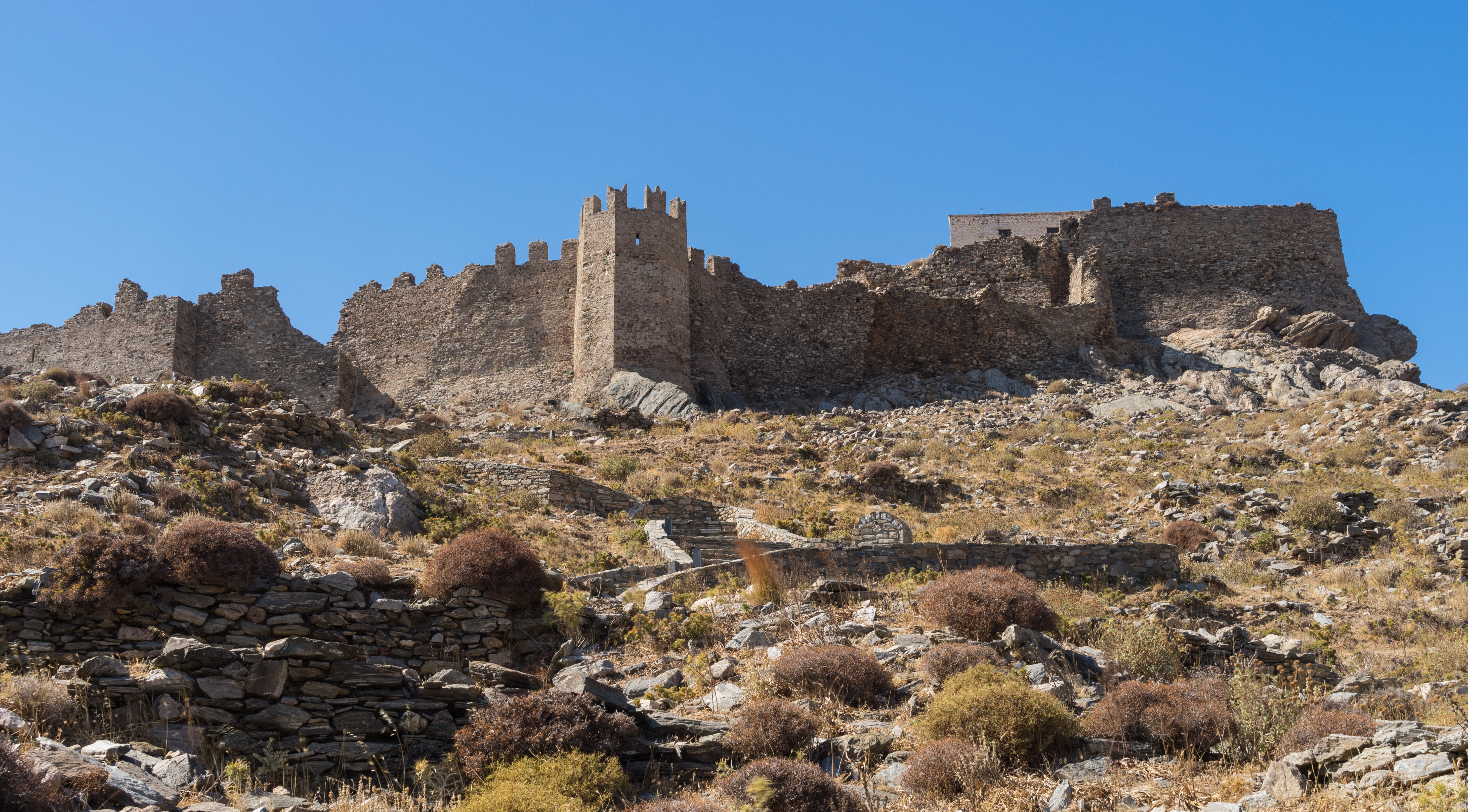
2016年的卡里斯托斯城堡

尽管战败，但在14世纪10年代博尼法乔仍是法兰克希腊最强大的领主之一：他控制着优卑亚岛的大部分、埃伊纳岛、萨拉米斯岛，而且还是优卑亚领主中最富裕的一个。不过他与威尼斯的关系仍然紧张，因为共和国怀疑他试图在加泰罗尼亚兵团的帮助下，成为整个优卑亚岛唯一的主人。于是威尼斯开始巩固它在哈尔基斯的殖民地，除博尼法乔外，其他优卑亚岛的领主都同意为此捐款。此外，他与威尼斯的岛上政权也产生矛盾，因为他属下的臣民对威尼斯船只做出了海盗行为，作为回应，威尼斯驻哈尔基斯的代表没收了其货物。1317年，博尼法乔又与统治内格罗蓬特三主国半部的威尼斯人安德烈亚·科尔纳罗发生争执，加泰罗尼亚人这次站在后者一边，派遣2千人帮助哈尔基斯的驻军。
同年，兵团的新任“总代理”阿方索·法德里科抵达希腊，博尼法乔迅速与他缔结同盟，把自己的女儿、继承人马鲁拉嫁给阿方索，同时世纪剥夺了自己的另一个女儿海伦（Helen）和儿子托马索（Tommaso）的继承权。不久之后，阿方索便率军进攻优卑亚岛，很可能占领了其大部分土地，他应该是想让他的岳父成为全岛的统治者，但博尼法乔在1317年底或1318年初去世，此事落空。出于父亲西西里国王费德里科二世的外交压力，以及威尼斯在海上的胜利，阿方索在1318年底撤军。但继承上的争端仍存，阿方索主张他将继承博尼法乔的所有领地，尤其是优卑亚岛上的卡里斯托斯和拉尔梅纳（Larmena）城堡；威尼斯则支持博尼法乔的儿子托马索，因为后者是威尼斯公民。最终，威尼斯设法控制了拉尔梅纳，在此后的数十年中，威尼斯逐渐夺取了全岛的控制权，1365年它从阿方索的继承人博尼法西奥·法德里科夺取卡里斯托斯，完成了对全岛的征服。

## 引用
1. 1 2 3 4 5 6 7 8 9 10 11 12 13 14  Luttrell 1987.
2. ↑  Setton 1976，第424, 434 (note 143)頁.
3. ↑  Miller 1908，第193頁.
4. ↑  Miller 1908，第192–193頁.
5. ↑  Miller 1908，第193–194頁.
6. ↑  Fine 1994，第243–244頁.
7. ↑  Miller 1908，第209頁.
8. ↑  Setton 1976，第438–440頁.
9. ↑  Miller 1921，第133頁.
10. ↑  Miller 1908，第220–221頁.
11. ↑  Miller 1921，第119–120頁.
12. ↑  Fine 1994，第241–242頁.
13. ↑  Fine 1994，第242, 244頁.
14. ↑  Miller 1908，第226–229頁.
15. ↑  Fine 1994，第242頁.
16. ↑  Miller 1921，第121頁.
17. ↑  Miller 1908，第231頁.
18. ↑  Miller 1921，第121–122頁.
19. ↑  Fine 1994，第244頁.
20. ↑  Setton 1976，第450頁.
21. ↑  Setton 1976，第450–451頁.
22. ↑  Fine 1994，第244–245頁.